# Mbulaeni Mulaudzi

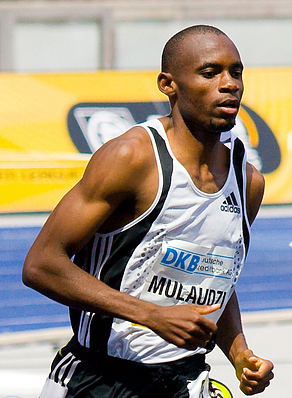
Mbulaeni Mulaudzi beim ISTAF 2008

Mbulaeni Mulaudzi (* 8. September 1980 in Muduluni, Northern Transvaal; † 24. Oktober 2014 zwischen Ogies und eMalahleni, Mpumalanga) war ein südafrikanischer Mittelstreckenläufer. Er war 2009 Weltmeister im 800-Meter-Lauf.

## Leben
Mulaudzi war Juniorenafrikameister 1999 im 800-Meter-Lauf. Seine erste Medaille im Erwachsenenbereich gewann Mulaudzi bei den Leichtathletik-Afrikameisterschaften 2000 in Algier. In 1:46,28 min belegte er den zweiten Platz hinter dem Algerier Djabir Saïd-Guerni in 1:45,88 min. 2001 erreichte Mulaudzi bei den Weltmeisterschaften in Edmonton in 1:45,01 min den sechsten Platz.
2002 siegte Mulaudzi in 1:46,32 min im 800-Meter-Lauf bei den Commonwealth Games in Manchester vor dem Kenianer Joseph Mwengi Mutua in 1:46,57 min. Zwei Wochen später bei den Afrikameisterschaften in Radés, Tunesien, belegte Mulaudzi in 1:46,20 min den dritten Platz hinter Saïd-Guerni und dem Kenianer William Yiampoy.
Bei den Weltmeisterschaften 2003 in Paris/Saint-Denis gewann Mulaudzi in 1:44,90 min erneut Bronze. Es siegte Saïd-Guerni in 1:44,81 min vor dem Russen Juri Borsakowski in 1:44,84 min. Im Oktober bei den Afrikaspielen in der nigerianischen Hauptstadt Abuja gewann Mulaudzi in 1:46,44 min Silber hinter Samuel Mwera aus Tansania.
In Budapest bei den Hallenweltmeisterschaften 2004 gewann Mulaudzi in 1:45,71 min vor Rashid Ramzi aus Bahrain. Bei den Olympischen Spielen 2004 in Athen überholte Mulaudzi auf der Zielgeraden den führenden Wilson Kipketer aus Dänemark, beide wurden aber noch von Borsakowski überspurtet. Borsakowski gewann Gold in 1:44,45 min vor Mulaudzi in 1:44,61 min und Kipketer in 1:44,65 min.
Bei den Weltmeisterschaften 2005 in Helsinki qualifizierte sich Mulaudzi überraschend nicht für das Finale, nachdem er im langsamsten Zwischenlauf in 1:45,73 min nur Dritter geworden war. 2006 bei den Hallenweltmeisterschaften in Moskau lag Mulaudzi in 1:47,16 min im Ziel eine Hundertstelsekunde hinter dem Kenianer Wilfred Bungei, der spurtende Borsakowski konnte die beiden nicht mehr ganz erreichen und wurde in 1:47,38 min Dritter.
2007 wurde Mulaudzi bei den Weltmeisterschaften in Osaka Siebter. Im Jahr darauf gewann er bei den Hallenweltmeisterschaften in Valencia die Silbermedaille. Bei den Olympischen Spielen in Peking schied er jedoch im Halbfinale aus. Bei den Weltmeisterschaften 2009 wurde er in Berlin in einem langsamen Rennen überraschend Weltmeister über 800 Meter vor Alfred Kirwa Yego und Yusuf Saad Kamel.
Mulaudzi war 2001–2003 und 2005–2009 südafrikanischer Meister über 800 Meter und damit der Nachfolger von Hezekiél Sepeng. Bei einer Körpergröße von 1,71 m betrug sein Wettkampfgewicht 62 kg.
Am 24. Oktober 2014 kam Mulaudzi bei einem Verkehrsunfall ums Leben.

## Persönliche Bestzeiten
- 800 m – 1:42,86 min (2009)
- 1000 m – 2:15,86 min (2007)
- 1500 m – 3:38,55 min (2009)